# .tp
.tp je bivša vrhovna internetska domena (country code top-level domain - ccTLD) za Istočni Timor. Domenom upravlja Timor-Leste NIC.

## Vanjske poveznice
- IANA .tp whois informacija  Arhivirana inačica izvorne stranice od 3. prosinca 2008. (Wayback Machine)